# Yúliya Lipnítskaya
Yúlia Viacheslávovna Lipnítskaya (en ruso: Ю́лия Вячесла́вовна Липни́цкая; Ekaterimburgo, 5 de junio de 1998) es una patinadora artística sobre hielo rusa retirada.
Es campeona olímpica por equipos de Sochi 2014, medallista de plata en el Campeonato Mundial de 2014, campeona europea de 2014, medallista de plata en la final del Grand Prix de 2013 y dos veces medallista de plata en el nacional ruso (2012, 2014). Compitiendo como júnior, ganó el Campeonato Mundial de 2012, la FGP de 2011 y el nacional ruso de 2012. Mantiene el récord por la patinadora artística más joven en ganar un título europeo. También es la deportista rusa más joven en ganar una medalla de oro en los Juegos Olímpicos de Invierno.
El 9 de febrero de 2014, al ganar el oro en el evento por equipos de Sochi 2014, Lipnítskaya se convirtió en la segunda patinadora más joven en obtener una medalla de oro olímpica (con 15 años y 249 días), seis días más joven que Tara Lipinski (medalla de oro en Nagano 1998), pero cuatro meses mayor que Maxi Herber (medalla de oro en Garmisch-Partenkirchen 1936).

## Infancia
Lipnítskaya nació en Ekaterimburgo, Rusia. Fue criada por su madre, Daniela, quien dio su propio apellido a Yúliya. Su padre, Vyacheslav, abandonó su familia tras ser reclutado por el ejército ruso mientras su madre estaba embarazada. Yúliya fue educada en casa y entre sus aficiones se encuentra la equitación y el dibujo.

## Carrera
Lipnítskaya comenzó a entrenar a la edad de cuatro años, después de que su madre convenciera a la entrenadora Yelena Levkovets de aceptarla como estudiante. Entrenó en Ekaterimburgo hasta el 2009, cuando decidieron que Yúliya debía trasladarse a otro lugar de entrenamiento o dejar el deporte. Se trasladaron a Moscú donde se unió al grupo de Eteri Tutberidze en marzo de 2009. En la temporada 2009-2010, Lipnítskaya se posicionó quinta en el Campeonato Ruso de 2010 en el nivel júnior. En el campeonato del siguiente año, alcanzó el cuatro lugar, esta vez en la categoría sénior. También compitió en la categoría júnior, donde se retiró tras el programa corto.

### Temporada 2011-2012
En la temporada 2011-2012, Lipnítskaya alcanzó la edad necesaria para participar en competiciones júnior internacionales. Debutó en la serie Grand Prix Júnior (JGP) en la Copa Báltica en Gdansk, Polonia, donde ganó ambos programas y la medalla de oro. Más tarde ganó su siguiente competición en Milán, Italia, con lo que calificó a la Final de JGP. En la final, celebrada en Quebec, Yúliya ganó la medalla de oro y ambos programas.
En la categoría sénior del Campeonato Ruso de 2012, Lipnítskaya obtuvo el tercer lugar en programa corto y el primero en el programa libre y más tarde, la medalla de oro en la categoría júnior. En el Campeonato Mundial Júnior de 2012, ganó el oro y logró un récord a los puntajes combinado total (187.05 puntos) y programa libre (roto en 2014 por Elena Radionova) más altos. Tras el evento declaró: «Me gustó todo y el rendimiento fue ideal. Ahora estoy de muy buen humor. Fue un gran final para una gran temporada». Lipnítskaya no tuvo caídas en ninguna de sus competiciones durante la temporada.

### Temporada 2012-2013: Debut sénior
En la temporada 2012-2013, Yúliya alcanzó la edad requerida para participar en ciertos eventos sénior, pero no los campeonatos Mundial o Europeo. Debutó en la categoría sénior en el Trofeo de Finlandia 2012, donde ganó la medalla de oro. Fue asignada a dos eventos del Grand Prix. Sin embargo, tuvo algunos problemas al inicio de la temporada. Al posicionarse primera en el programa corto y segunda en el programa libre, Lipnítskaya ganó la medalla de plata en la Copa de China 2012 (Mao Asada obtuvo el oro). Más tarde afirmó que estaba más nerviosa de lo normal. Al día siguiente, se trasladó a París para participar en el Trofeo Éric Bompard 2012. Durante un entrenamiento fuera del hielo, Yúliya se torció el tobillo derecho por lo que, un día antes del inicio del evento, tuvo problemas para realizar los saltos. Pero decidió participar en el programa corto. A pesar de la lesión, obtuvo el primer lugar en el programa corto y tercera en el programa libre, por lo que alcanzó la medalla de bronce.
Lipnítskaya calificó para la Final del Grand Prix en Sochi, Rusia, pero abandonó por lesión (el 28 de noviembre, durante un entrenamiento, perdió el equilibrio al realizar una pirueta, se partió la barbilla y sufrió una conmoción cerebral leve). Los médicos recomendaron que dejara de entrenar por al menos dos semanas. A mediados de diciembre, reinició su entrenamiento sin incluir saltos y piruetas, ocho días después comenzó a entrenamiento por completo. Al necesitar más tiempo de preparación, Lipnitskaya se retiró del Campeonato Ruso. Regresó a las competiciones en el Campeonato Ruso Júnior de 2013, donde finalizó en quinto lugar. Tras el evento, declaró que todavía estaba trabajando para volver a estar en forma tras sus problemas de lesiones y pubertad. Más tarde, participó en el Campeonato Mundial Júnior de 2013, donde obtuvo la medalla de plata. Sus compañeras  Elena Radionova y Anna Pogorilaya ganaron oro y bronce respectivamente.

### Temporada 2013-2014

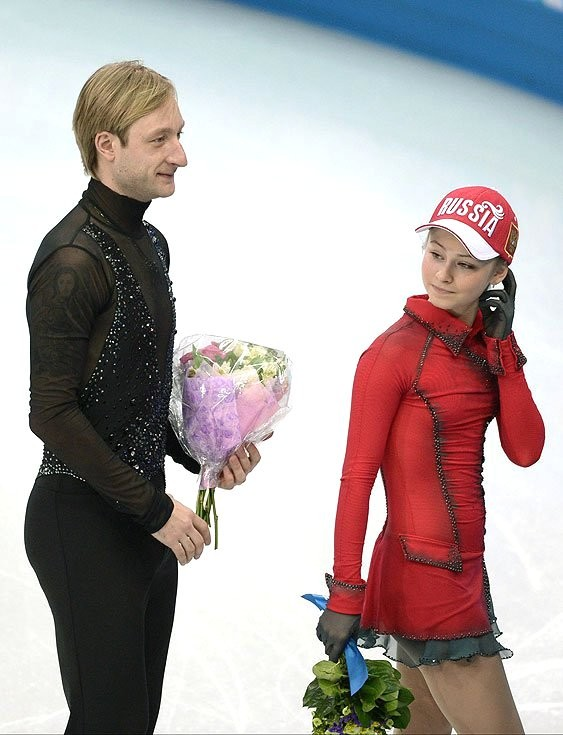
Lipnítskaya y Pliúshchenko en Sochi 2014.

Lipnítskaya seleccionó por sí misma toda la música para sus programas. Para la temporada 2013-2014, escogió You Don't Give Up On Love (del ruso: Не отрекаются, любя) de Mark Minkov para el programa corto, puesto que «ama la canción». Para el programa libre, escogió el tema de La lista de Schindler luego de ver la película en varias ocasiones. Inicialmente, su entrenadora no se mostró muy convencida de la elección, además de que tuvieron problemas para encontrar un coreógrafo. Ilia Averbukh, expatinador sobre hielo, realizó la coreografía de sus programas. Tutberidze declaró que «ella había visto la película en repetidas ocasiones, y había dicho que quería ser la niña del abrigo borgoña».
En esta temporada, Yúliya alcanzó la edad necesaria para poder participar en todos los eventos sénior de la ISU. Inició la temporada ganando la medalla de oro en el Trofeo de Finlandia 2013. Su primer evento del Grand Prix 2013-2014 fue el Skate Canada International 2013, donde obtuvo el segundo lugar en el programa corto y el primero en el programa libre, ganando la medalla de oro con un total de 198.23 puntos. Más tarde, en la Copa Rostelecom 2013 ganó la medalla de oro con una nueva marca personal de programa corto de 72.24 puntos. Gracias a estos resultados calificó a la Final del Grand Prix 2013/2014. En el evento, celebrado en Fukuoka, Japón, se colocó cuarta en el programa corto y segunda en el programa libre, por lo que obtuvo la medalla de plata detrás de Mao Asada.
En el Campeonato Ruso 2014, Lipnítskaya ganó la medalla de plata detrás de Adelina Sótnikova, tras vencer en el programa libre y obtener el segundo lugar en el programa corto. En su debut en el Campeonato Europeo (Budapest 2014), ganó la medalla de oro con un puntaje total de 209.72 puntos (la primera rusa en obtener un puntaje mayor a los 200 puntos). Tras vencer a Sótnikova y a Carolina Kostner, Yúliya (de 15 años de edad) se convirtió en la patinadora artística más joven en ganar un título europeo y en la primera rusa en ganar el título desde Irina Slútskaya (2006).
A finales de marzo, participó en el Campeonato Mundial de Patinaje Artístico sobre Hielo de 2014, celebrado en Saitama, Japón. Con un total de 207.5 puntos (74.54 puntos en el programa corto y 132.96 en el programa libre) se posicionó en segundo lugar, detrás de Mao Asada y por delante de Carolina Kostner.

#### Sochi 2014
Lipnítskaya fue seleccionada para los Juegos Olímpicos de Sochi 2014. La competición por equipos, que permitía a cada equipo realizar un máximo de dos sustituciones, fue el primer evento de los Juegos. Inicialmente, el equipo ruso discutió la asignación de Lipnítskaya al programa libre y a Sótnikova al programa corto, sin embargo, se decidió que Yúliya participara en ambos programas. En el evento, ganó en ambos programas, lo que ayudó a Rusia a ganar la medalla de oro. Con esto se convirtió en la segunda patinadora artística más joven en ganar una medalla de oro en los Juegos Olímpicos, seis días más joven que Tara Lipinski (medallista de oro en Nagano 1998 a la edad de 15 años) pero cuatro meses mayor que Maxi Herber (medalla de oro en Garmisch-Partenkirchen 1936). Sin embargo; Lipinski conserva el récord a la medallista de oro más joven en la categoría individual.
El 10 de febrero de 2014, Lipnítskaya apareció en la portada de la revista Time en su edición europea y asiática. Tras el evento por equipos, abandonó Sochi para entrenar en Moscú. Tutberidze afirmó que el interés mediático era excesivo —dispositivos de escucha se encontraron en el vestuario de Moscú y reporteros siguieron tanto a la patinador como a sus parientes—. En el evento individual, Yúliya se posicionó quinta en el programa corto (sufrió una caída en su triple-flip) y sexta en el programa libre (falló su triple-loop y sufrió una caída en su triple-salchow), por lo que finalizó quinta en la posición general. Tras esto, Lipnítskaya declaró: «Luché y luché pero no pude aguantar hasta el final, tuve suficiente fuerza física, pero al final perdí el control de mis saltos. Nerviosismo, fatiga, todo entró en el juego y me golpeó en la cabeza».

### Temporada 2014-2015
Al inicio de la temporada 2014-2015, fue elegida para competir en la Copa de China y en el Trofeo Éric Bompard. En la Copa de China 2014, llevada a cabo entre el 7 y el 9 de noviembre en Shanghái, Yúliya alcanzó un 69.56 en su programa corto, colocándose en el primer lugar. No obstante, en el programa libre cometió una serie de errores. Finalizó en el segundo lugar, con un puntaje total de 173.57, 17 puntos por detrás del primer lugar. En relación con la Copa de China, declaró: «No sé que sucedió. Nada realmente funcionó. Este fue probablemente el peor patinaje de mi vida». Además, Lipnítskaya no se presentó a la ceremonia de premiación, por lo que la Unión Internacional de Patinaje sobre Hielo le impuso una multa. En el Trofeo Éric Bompard 2014, Yúliya obtuvo el segundo lugar con un total de 185.18 puntos. Su compatriota Yelena Radiónova obtuvo el primer lugar con 203.92 puntos, mientras que la estadounidense Ashley Wagner finalizó en el tercer puesto con 177.74 puntos.
Sus resultados le permitieron participar en la Final del Grand Prix. En el programa corto, se posicionó en segundo lugar con 66.24 puntos, por delante de Yelena Radiónova pero por detrás de Yelizaveta Tuktamýsheva. No obstante, en el programa libre finalizó en sexto lugar al obtener sólo 111.55 puntos. Una caída inicial, en una combinación que ya no completó, bastó para alterar toda su rutina, que obtuvo casi tantas veces la peor calificación (-3) como la más alta (3). Finalizó en quinto lugar con una suma total de 177.79 puntos. Las también rusas Tuktamýsheva y Rodiónova lograron el primer y segundo lugar, respectivamente, mientras que el tercer lugar fue para la estadounidense Ashley Wagner.
En el Campeonato Ruso de 2015, finalizó en el sexto lugar en el programa corto y en el undécimo en el programa libre, por lo que se colocó en la novena posición en los resultados finales. Por esta razón no fue seleccionada para el Campeonato Europeo de 2015. El 13 de enero de 2015, tras reunirse con autoridades de la Federación Rusa de Patinaje Artístico sobre Hielo, anunció su retiro de la temporada. Además negó el estar buscando un nuevo entrenador y aseguró que permanecerá con Tutberidze.

### Temporada 2015-2016
Lipnítskaya tomó parte en la serie del Grand Prix de 2015-2016. En octubre, obtuvo la sexta plaza en Skate America. En noviembre quedó segunda en el programa corto en el Trofeo Éric Bompard, pero la competición se canceló a causa a causa del estado de emergencia declarado tras los atentados terroristas en París del 13 de noviembre. Aunque los resultados del programa corto sirvieron para obtener puntos para la clasificación para la Final del Grand Prix, Lipnítskaya no logró la suficiente puntuación. En el Campeonato Nacional de Rusia terminó séptima y perdió la oportunidad de competir en el Campeonato de Europa y el Campeonato Mundial.

### Temporada 2016-2017
En 2016, Lipnítskaya no participó en la primera de sus dos competiciones del Grand Prix, Skate America a causa de una lesión, pero decidió competir en la Copa Rostelecom. En el programa corto consiguió un total de 69.25 puntos, lo que la ubicó en tercer lugar por detrás de sus compatriotas Yelena Radiónova y Anna Pogorílaya. En el programa libre tuvo que parar a mitad del ejercicio, debido al dolor en la pierna herida. Aunque el reglamento le permitió continuar el programa tras una pausa, la penalización sumada a otros errores, le supuso una puntuación de tan solo 79.21 puntos y el descenso al último lugar de la clasificación. En diciembre de 2015, Lipnitskaya se lesionó la cadera derecha y la espalda tras una caída, y no compitió en el Campeonato de Rusia.

### Retiro
El 28 de agosto de 2017, su madre declaró a la agencia TASS que Lipnítskaya había informado a la Federación Rusa de Patinaje sobre Hielo sobre su decisión de retirarse del patinaje en abril, «luego de regresar de Europa, donde siguió durante tres meses un tratamiento por anorexia». Valentin Piseev, presidente honorario de la federación, confirmó que Lipnítskaya les había informado sobre su decisión. Al respecto, la entrenadora Tatiana Tarasova indicó que «La gente nunca se olvidará de ella, la chica del vestido rojo. [...] Le deseo una nueva vida excelente, realmente se la merece».

## Programas
| Temporada | Programa corto                                                                                           | Programa libre | Exhibición |
| --------- | --- | --- | --- |

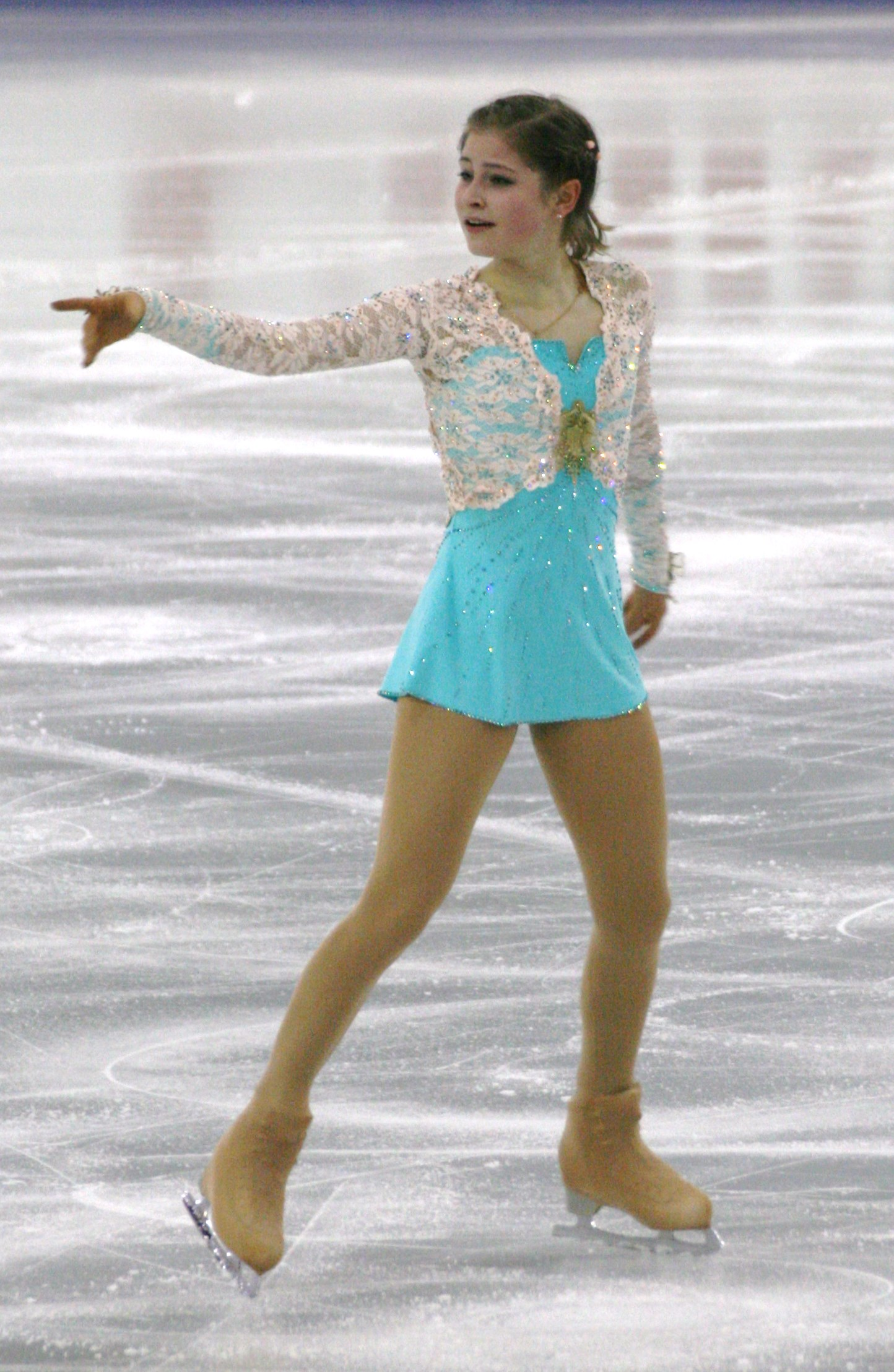
Lipnítskaya en la Final del Grand Prix 2014/2015.

| 2016-2017 | - Les Feuilles Mortes, interpretada por Koala Liu                                                        | - Banda sonora de Kill Bill | |
| 2015-2016 | - Temas de Elvis Presley                                                                                 | - Leningrad, por William Joseph | |
| 2014-2015 | - Megapolis (del ruso: Мегаполис) por Bel Suono coreografía por Ilia Averbukh                            | - A Time for Us de Romeo y Julieta por Henry Mancini coreografía por Ilia Averbukh - Mother's Journey de Good Bye, Lenin! por Yann Tiersen - Forbidden Love de Romeo y Julieta por Abel Korzeniowski | - It's Wonderful por Paolo Conte                                                                                  |
| 2013–2014 | - You Don't Give Up On Love (del ruso: Не отрекаются любя) por Mark Minkov coreografía por Ilia Averbukh | - Schindler's List por John Williams coreografía por Ilia Averbukh | - Kill Bill Vol. 1 por RZA del Wu-Tang Clan - Danza del sable por Aram Jachaturián versión violín por Vanessa-Mae |
| 2012–2013 | - Danza del sable por Aram Jachaturián versión violín por Vanessa-Mae                                    | - Pas de Deux (de El cascanueces) coreografía por Nikolai Morozov | - Je t'aime por Lara Fabian                                                                                       |
| 2011–2012 | - Ojos Negros                                                                                            | - Un Giorno Per Noi (de Romeo y Julieta) por Nino Rota | - Je t'aime por Lara Fabian                                                                                       |
| 2010–2011 | - Nocturne por Secret Garden                                                                             | - Carmen por Georges Bizet | - Improvisación de Кино Кукушка                                                                                   |
| 2009–2010 | - Kung Fu Panda por Hans Zimmer y John Powell                                                            | - Don Quijote por Ludwig Minkus | |

## Resultados

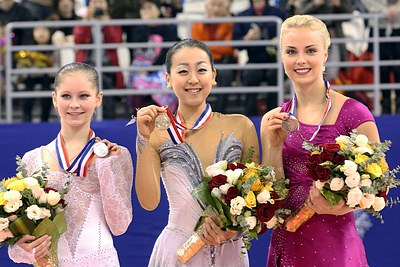
Lipnítskaya con Mao Asada y Kiira Korpi en el podio de la Copa de China 2012.

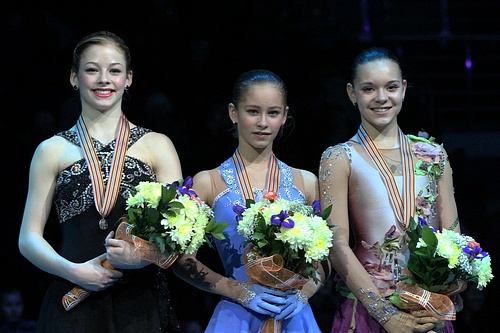
Lipnítskaya con Gracie Gold y Adelina Sótnikova en el podio del Campeonato Mundial Júnior de 2012.

| Resultados                                             | Resultados            | Resultados            | Resultados            | Resultados            | Resultados            | Resultados            | Resultados            | Resultados            |
| Torneo / Temporada                                     | 2009/10               | 2010/11               | 2011/12               | 2012/13               | 2013/14               | 2014/15               | 2015/16               | 2016/17               |
| Internacional: Sénior                                  | Internacional: Sénior | Internacional: Sénior | Internacional: Sénior | Internacional: Sénior | Internacional: Sénior | Internacional: Sénior | Internacional: Sénior | Internacional: Sénior |
| ------------------------------------------------------ | --------------------- | --------------------- | --------------------- | --------------------- | --------------------- | --------------------- | --------------------- | --------------------- |
| Juegos Olímpicos                                       |                       |                       |                       |                       | 5.ª                   |                       |                       |                       |
| Campeonato Mundial                                     |                       |                       |                       |                       | 2.ª                   |                       |                       |                       |
| Campeonato de Europa                                   |                       |                       |                       |                       | 1.ª                   |                       |                       |                       |
| Final del Grand Prix                                   |                       |                       |                       | WD                    | 2.ª                   | 5.ª                   |                       |                       |
| GP Trofeo Éric Bompard                                 |                       |                       |                       | 3.ª                   |                       | 2.ª                   | 2.ª                   |                       |
| GP Copa de China                                       |                       |                       |                       | 2.ª                   |                       | 2.ª                   |                       |                       |
| GP Copa de Rusia                                       |                       |                       |                       |                       | 1.ª                   |                       |                       | 12.ª                  |
| GP Skate Canada                                        |                       |                       |                       |                       | 1.ª                   |                       |                       |                       |
| GP Skate America                                       |                       |                       |                       |                       |                       |                       | 6.ª                   | WD                    |
| Trofeo Finlandia                                       |                       |                       |                       | 1.ª                   | 1.ª                   |                       | 2.ª                   |                       |
| Trofeo Ondrej Nepela                                   |                       |                       |                       |                       |                       |                       |                       | 2.ª                   |
| Trofeo Tirol                                           |                       |                       |                       |                       |                       |                       | 1.ª                   |                       |
| Internacional: Júnior                                  |                       |                       |                       |                       |                       |                       |                       |                       |
| Mundial Júnior                                         |                       |                       | 1.ª                   | 2.ª                   |                       |                       |                       |                       |
| Final del Grand Prix                                   |                       |                       | 1.ª                   |                       |                       |                       |                       |                       |
| JGP Italia                                             |                       |                       | 1.ª                   |                       |                       |                       |                       |                       |
| JGP Polonia                                            |                       |                       | 1.ª                   |                       |                       |                       |                       |                       |
| Nacional                                               |                       |                       |                       |                       |                       |                       |                       |                       |
| Campeonato Nacional Ruso                               |                       | 4.ª                   | 2.ª                   | WD                    | 2.ª                   | 9.ª                   | 7.ª                   |                       |
| Campeonato Nacional Júnior                             | 5.ª                   | WD                    | 1.ª                   | 5.ª                   |                       |                       |                       |                       |
| Eventos por equipo                                     |                       |                       |                       |                       |                       |                       |                       |                       |
| Juegos Olímpicos                                       |                       |                       |                       |                       | 1.ª                   |                       |                       |                       |
| GP = Grand Prix; JGP = Grand Prix Júnior ; NC = Retiro |                       |                       |                       |                       |                       |                       |                       |                       |